# Tilaj, Zala
Tilaj  este un sat în districtul Zalaegerszeg, județul Zala, Ungaria, având o populație de 184 de locuitori (2011). 

## Demografie
Componența etnică a satului Tilaj
     Maghiari (95,43%)
     Germani (4,57%)
Componența confesională a satului Tilaj
     Romano-catolici (80,43%)
     Fără religie (4,35%)
     Necunoscută (15,22%)
Conform recensământului din 2011, satul Tilaj avea 184 de locuitori. Din punct de vedere etnic, majoritatea locuitorilor (95,43%) erau maghiari, cu o minoritate de germani (4,57%).  Din punct de vedere confesional, majoritatea locuitorilor (80,43%) erau romano-catolici, cu o minoritate de persoane fără religie (4,35%). Pentru 15,22% din locuitori nu este cunoscută apartenența confesională.